# Associazione Calcio Fiorentina 1969-1970
Questa voce raccoglie le informazioni riguardanti l'Associazione Calcio Fiorentina nelle competizioni ufficiali della stagione 1969-1970.

## Stagione
Da campione d'Italia uscente, nella stagione 1969-1970 la Fiorentina non riuscì a difendere il titolo: pur iniziando bene il campionato con quattro vittorie di fila, la squadra viola venne presto sorpassata dal Cagliari di Gigi Riva, che si aggiudicherà poi lo scudetto. Gli uomini di Bruno Pesaola, che viene insignito del Seminatore d'Oro, chiuderanno la classifica al quinto posto, a pari punti col Milan, ma col fardello di una peggiore differenza reti.
Il cammino in Coppa dei Campioni, dove i gigliati tornavano in tabellone dopo dodici anni, vide superare nei primi turni gli svedesi dell'Öster e i sovietici della Dinamo Kiev, prima di cedere ai quarti di finale dinanzi agli scozzesi del Celtic; allo stesso turno si arrestò l'avventura in Coppa Italia, coi toscani eliminata alla ripetizione dal Varese.
Nelle coppe minori, la Fiorentina raggiunse la finale della Coppa delle Alpi, persa contro gli svizzeri del Basilea, mentre l'esperienza nella Coppa Anglo-Italiana si concluse già nella fase a gruppi.
Migliore marcatore fiorentino dell'annata fu Luciano Chiarugi con 19 reti.

## Divise

La squadra in trasferta a Bari con la seconda maglia bianca

| Casa | Trasferta |

## Rosa
| N. |                   | Ruolo | Calciatore                    |
| -- | ----------------- | ----- | ----------------------------- |
|    | Italia (bandiera) | P     | Claudio Bandoni               |
|    | Italia (bandiera) | P     | Franco Superchi               |
|    | Italia (bandiera) | D     | Fabrizio Berni                |
|    | Italia (bandiera) | D     | Giuseppe Brizi                |
|    | Italia (bandiera) | D     | Francesco Carpenetti          |
|    | Italia (bandiera) | D     | Ugo Ferrante                  |
|    | Italia (bandiera) | D     | Giuseppe Longoni              |
|    | Italia (bandiera) | D     | Vasco Marinelli               |
|    | Italia (bandiera) | D     | Bernardo Rogora               |
|    | Italia (bandiera) | C     | Pierluigi Cencetti            |
|    | Italia (bandiera) | C     | Giancarlo De Sisti (capitano) |

| N. |                    | Ruolo | Calciatore               |
| -- | ------------------ | ----- | ------------------------ |
|    | Italia (bandiera)  | C     | Salvatore Esposito       |
|    | Italia (bandiera)  | C     | Giovanni Marongiu        |
|    | Italia (bandiera)  | C     | Claudio Merlo            |
|    | Italia (bandiera)  | C     | Giovan Battista Pirovano |
|    | Italia (bandiera)  | C     | Francesco Rizzo          |
|    | Brasile (bandiera) | A     | Amarildo                 |
|    | Italia (bandiera)  | A     | Luciano Chiarugi         |
|    | Italia (bandiera)  | A     | Fabio Ferrario           |
|    | Italia (bandiera)  | A     | Mario Maraschi           |
|    | Italia (bandiera)  | A     | Giorgio Mariani          |

Giocatori acquistati per la stagione successiva ma impiegati nella Coppa delle Alpi 1970.
| N. |                   | Ruolo | Calciatore         |
| -- | ----------------- | ----- | ------------------ |
|    | Italia (bandiera) | D     | Giancarlo Galdiolo |

| N. |                   | Ruolo | Calciatore       |
| -- | ----------------- | ----- | ---------------- |
|    | Italia (bandiera) | D     | Ennio Pellegrini |

## Risultati

### Serie A

#### Girone di andata
| Arbitro: | Branzoni (Pavia) |

|              |           |  |
| Chiarugi 10’ | Marcatori |  |

| Arbitro: | Carminati (Milano) |

|  |           |              |
|  | Marcatori | 47’ Maraschi |

| Arbitro: | Toselli (Cormons) |

|              |           |  |
| Esposito 42’ | Marcatori |  |

| Arbitro: | Sbardella (Roma) |

|            |           |                   |
| Vitali 22’ | Marcatori | 32’, 88’ Chiarugi |

| Arbitro: | Lo Bello (Siracusa) |

|  |           |                 |
|  | Marcatori | 21’ (rig.) Riva |

| Arbitro: | Torelli (Milano) |

|                                                         |           |             |
| Governato 17’ Cucchi 21’ Chinaglia 27’, 82’ Morrone 66’ | Marcatori | 3’ Chiarugi |

| Verona 26 ottobre 1969 7ª giornata | Fiorentina        | 0 – 0 | Torino | Stadio Marcantonio Bentegodi\| Arbitro: \| D'Agostini (Roma) \| |
| Arbitro:                           | D'Agostini (Roma) |       |        |                                                                 |

| Arbitro: | Sbardella (Roma) |

|                         |           |                           |
| Mujesan 76’ Roversi 79’ | Marcatori | 31’ Maraschi 51’ Chiarugi |

| Arbitro: | Angonese (Mestre) |

|                                |           |  |
| Chiarugi 40’, 69’ Esposito 83’ | Marcatori |  |

| Arbitro: | D'Agostini (Roma) |

|                            |           |  |
| Salvadore 48’ Anastasi 65’ | Marcatori |  |

| Arbitro: | Picasso (Chiavari) |

|                        |           |  |
| Rizzo 11’ Chiarugi 16’ | Marcatori |  |

| Arbitro: | Monti (Ancona) |

|                           |           |                             |
| Amarildo 28’ Chiarugi 59’ | Marcatori | 54’ Cappelli 82’ Cappellini |

| Arbitro: | Gonella (Torino) |

|                                                               |           |                                  |
| Sormani 4’ (rig.), 41’ (rig.) Superchi 70’ (aut.) Maldera 77’ | Marcatori | 45’ (rig.) Maraschi 55’ Amarildo |

| Arbitro: | Angonese (Mestre) |

|              |           |                          |
| D'Alessi 90’ | Marcatori | 9’ Maraschi 75’ Amarildo |

| Arbitro: | Carminati (Milano) |

|                                               |           |                   |
| Maraschi 30’ (rig.) Amarildo 34’ De Sisti 77’ | Marcatori | 90’ S. Bercellino |

#### Girone di ritorno
| Arbitro: | Bernardis (Roma) |

|  |           |           |
|  | Marcatori | 76’ Merlo |

| Arbitro: | Sbardella (Roma) |

|              |           |                                |
| Ferrante 61’ | Marcatori | 39’ Bianchi 50’ (rig.) Improta |

| Arbitro: | Torelli (Milano) |

|                |           |                                           |
| Francesconi 7’ | Marcatori | 54’ Merlo 68’ (aut.) Battara 90’ Chiarugi |

| Arbitro: | Vacchini (Milano) |

|                         |           |            |
| Rogora 58’ De Sisti 74’ | Marcatori | 38’ Vitali |

| Cagliari 8 febbraio 1970 20ª giornata | Cagliari           | 0 – 0 | Fiorentina | Stadio Amsicora\| Arbitro: \| Carminati (Milano) \| |
| Arbitro:                              | Carminati (Milano) |       |            |                                                     |

| Arbitro: | Mascali (Desenzano del Garda) |

|                          |           |  |
| Amarildo 9’ Ferrante 19’ | Marcatori |  |

| Arbitro: | Angonese (Mestre) |

|               |           |  |
| Mondonico 51’ | Marcatori |  |

| Arbitro: | Acernese (Roma) |

|  |           |                |
|  | Marcatori | 66’ G. Savoldi |

| Arbitro: | Motta (Monza) |

|            |           |             |
| Diomedi 4’ | Marcatori | 6’ Ferrante |

| Arbitro: | Toselli (Cormons) |

|                      |           |  |
| Mariani 2’ Merlo 30’ | Marcatori |  |

| Arbitro: | Lo Bello (Siracusa) |

|                                       |           |  |
| Facchetti 33’ Boninsegna 82’ Jair 88’ | Marcatori |  |

| Arbitro: | Gussoni (Tradate) |

|  |           |                  |
|  | Marcatori | 76’ (rig.) Rizzo |

| Arbitro: | Gonella (Torino) |

|                                                    |           |                       |
| Mariani 5’ Chiarugi 58’, 73’ Trapattoni 68’ (aut.) | Marcatori | 10’ Rognoni 13’ Prati |

| Arbitro: | Gialluisi (Barletta) |

|  |           |            |
|  | Marcatori | 75’ Simoni |

| Arbitro: | Panzino (Catanzaro) |

|                |           |                 |
| Pellizzaro 64’ | Marcatori | 60’ (aut.) Reja |

### Coppa Italia

#### Fase a gironi
| Arbitro: | Lo Bello (Siracusa) |

|  |           |                           |
|  | Marcatori | 18’ Maraschi 53’ Chiarugi |

| Arbitro: | Panzino (Catanzaro) |

|                                                                        |           |  |
| Maraschi 8’, 36’, 51’ Amarildo 40’ Merlo 43’ De Sisti 77’ Chiarugi 86’ | Marcatori |  |

| Livorno 7 settembre 1969 3ª giornata | Livorno         | 0 – 0 referto | Fiorentina | Stadio Comunale\| Arbitro: \| Lattanzi (Roma) \| |
| Arbitro:                             | Lattanzi (Roma) |               |            |                                                  |

#### Quarti di finale
| Firenze 31 dicembre 1969 Andata | Fiorentina      | 0 – 0 referto | Varese | Stadio Comunale\| Arbitro: \| Serafino (Roma) \| |
| Arbitro:                        | Serafino (Roma) |               |        |                                                  |

| Varese 25 febbraio 1970 Ritorno | Varese            | 0 – 0 referto | Fiorentina | Stadio Franco Ossola\| Arbitro: \| Toselli (Cormons) \| |
| Arbitro:                        | Toselli (Cormons) |               |            |                                                         |

| Arbitro: | Pieroni (Roma) |

|           |           |  |
| Gorin 24’ | Marcatori |  |

### Coppa dei Campioni
| Arbitro: | Ertuğrul Dilek |

|              |           |  |
| Maraschi 68’ | Marcatori |  |

| Arbitro: | van Gemert |

|               |           |                           |
| Fjordsteam 3’ | Marcatori | 43’ Amarildo 71’ Esposito |

| Arbitro: | Boström |

|                   |           |                           |
| Serebrjanikov 57’ | Marcatori | 36’ Chiarugi 69’ Maraschi |

| Firenze 26 novembre 1969 Ottavi di finale - Ritorno | Fiorentina | 0 – 0 referto | Dinamo Kiev | Stadio Comunale\| Arbitro: \| Marschall \| |
| Arbitro:                                            | Marschall  |               |             |                                            |

| Arbitro: | Pintado |

|                                            |           |  |
| Auld 30’ Carpenetti 49’ (aut.) Wallace 89’ | Marcatori |  |

| Arbitro: | Scheurer |

|              |           |  |
| Chiarugi 37’ | Marcatori |  |

### Coppa Anglo-Italiana

#### Fase a gironi
| Arbitro: | Monti |

|                         |           |              |
| Dougan 9’ Wagstaffe 69’ | Marcatori | 82’ Maraschi |

| Arbitro: | De Robbio |

|                     |           |                          |
| McGiven 3’ Park 30’ | Marcatori | 32’ Mariani 64’ Chiarugi |

| Arbitro: | Tynkler |

|              |           |                                    |
| Amarildo 28’ | Marcatori | 40’ Richards 60’ Curran 83’ Dougan |

| Arbitro: | James |

|                                      |           |  |
| Maraschi 15’, 23’ (rig.) Mariani 51’ | Marcatori |  |

### Coppa delle Alpi

#### Fase a gironi
| Arbitro: | Barbaresco |

|            |           |              |
| Müller 33’ | Marcatori | 30’ Maraschi |

| Arbitro: | Droz |

|             |           |                                             |
| Tippelt 85’ | Marcatori | 25’ Maraschi 45’ Esposito 60’, 89’ Chiarugi |

| Arbitro: | Huber |

|                               |           |                               |
| Mariani 61’, 84’ Galdiolo 70’ | Marcatori | 71’, 87’ Hauser 45’ Mundschin |

| Arbitro: | Lattanzi |

|             |           |                        |
| Volkert 90’ | Marcatori | 25’ Merlo 60’ Maraschi |

#### Finale
| Arbitro: | Viliani |

|                            |           |                          |
| Hauser 15’ Wenger 19’, 76’ | Marcatori | 30’ Longoni 77’ Esposito |

## Statistiche

### Statistiche di squadra
| Competizione         | Punti | In casa | In casa | In casa | In casa | In casa | In casa | In trasferta | In trasferta | In trasferta | In trasferta | In trasferta | In trasferta | Totale | Totale | Totale | Totale | Totale | Totale | DR  |
| Competizione         | Punti | G       | V       | N       | P       | Gf      | Gs      | G            | V            | N            | P            | Gf           | Gs           | G      | V      | N      | P      | Gf     | Gs     | DR  |
| -------------------- | ----- | ------- | ------- | ------- | ------- | ------- | ------- | ------------ | ------------ | ------------ | ------------ | ------------ | ------------ | ------ | ------ | ------ | ------ | ------ | ------ | --- |
| Serie A              | 36    | 15      | 9       | 2       | 4       | 23      | 11      | 15           | 6            | 4            | 5            | 17           | 22           | 30     | 15     | 6      | 9      | 40     | 33     | +7  |
| Coppa Italia         |       | 2       | 1       | 1       | 0       | 7       | 0       | 3            | 1            | 2            | 0            | 2            | 0            | 5      | 2      | 2      | 1      | 9      | 1      | +8  |
| Coppa dei Campioni   |       | 3       | 2       | 1       | 0       | 2       | 0       | 3            | 2            | 0            | 1            | 4            | 5            | 6      | 4      | 1      | 1      | 6      | 5      | +1  |
| Coppa Anglo-Italiana |       | 2       | 1       | 0       | 1       | 4       | 3       | 2            | 0            | 1            | 1            | 3            | 4            | 4      | 1      | 1      | 2      | 7      | 7      | 0   |
| Coppa delle Alpi     |       | -       | -       | -       | -       | -       | -       | 5            | 2            | 2            | 1            | 12           | 9            | 5      | 2      | 2      | 1      | 12     | 9      | +3  |
| Totale               |       | 22      | 13      | 4       | 5       | 36      | 14      | 28           | 11           | 9            | 8            | 38           | 40           | 50     | 24     | 12     | 14     | 74     | 55     | +19 |

### Statistiche dei giocatori
A completamento delle statistiche sono da considerare 3 autogol a favore dei viola in campionato.
| Giocatore     | Serie A  | Serie A | Coppa Italia | Coppa Italia | Coppa dei Campioni | Coppa dei Campioni | Coppa Anglo-Italiana+ Coppa delle Alpi | Coppa Anglo-Italiana+ Coppa delle Alpi | Totale   | Totale |
| Giocatore     | Presenze | Reti    | Presenze     | Reti         | Presenze           | Reti               | Presenze                               | Reti                                   | Presenze | Reti   |
| ------------- | -------- | ------- | ------------ | ------------ | ------------------ | ------------------ | -------------------------------------- | -------------------------------------- | -------- | ------ |
| Amarildo      | 20       | 5       | 4            | 1            | 6                  | 1                  | 4+5                                    | 1+0                                    | 39       | 8      |
| C. Bandoni    | 5        | -8      | 1            | -0           | 0                  | -0                 | 3+0                                    | -7                                     | 9        | -15    |
| F. Berni      | 2        | 0       | 0            | 0            | 0                  | 0                  | 4+0                                    | 0                                      | 6        | 0      |
| G. Brizi      | 26       | 0       | 6            | 0            | 6                  | 0                  | 0+5                                    | 0                                      | 43       | 0      |
| F. Carpenetti | 6        | 0       | 1            | 0            | 1                  | 0                  | 1+3                                    | 0                                      | 12       | 0      |
| P. Cencetti   | 10       | 0       | 2            | 0            | 2                  | 0                  | 0+4                                    | 0                                      | 18       | 0      |
| L. Chiarugi   | 27       | 12      | 6            | 2            | 5                  | 2                  | 4+5                                    | 1+2                                    | 47       | 19     |
| G. De Sisti   | 27       | 2       | 6            | 1            | 6                  | 0                  | 0+0                                    | 0                                      | 39       | 3      |
| S. Esposito   | 28       | 2       | 4            | 0            | 6                  | 0                  | 4+5                                    | 0+2                                    | 47       | 4      |
| U. Ferrante   | 30       | 3       | 6            | 0            | 6                  | 1                  | 0+0                                    | 0                                      | 42       | 4      |
| F. Ferrario   | 1        | 0       | 0            | 0            | 0                  | 0                  | 0+1                                    | 0                                      | 2        | 0      |
| G. Gennari    | 0        | 0       | 0            | 0            | 0                  | 0                  | 0+1                                    | 0                                      | 1        | 0      |
| G. Longoni    | 27       | 0       | 6            | 0            | 5                  | 0                  | 3+5                                    | 0+1                                    | 46       | 1      |
| E. Macchi     | 0        | 0       | 0            | 0            | 0                  | 0                  | 0+2                                    | 0                                      | 2        | 0      |
| M. Maraschi   | 22       | 5       | 5            | 4            | 6                  | 2                  | 3+5                                    | 3+3                                    | 41       | 17     |
| G. Mariani    | 12       | 2       | 2            | 0            | 0                  | 0                  | 4+5                                    | 3+2                                    | 23       | 7      |
| V. Marinelli  | 0        | 0       | 0            | 0            | 0                  | 0                  | 4+0                                    | 0                                      | 4        | 0      |
| G. Marongiu   | 0        | 0       | 0            | 0            | 0                  | 0                  | 1+0+                                   | 0                                      | 1+       | 0      |
| C. Merlo      | 25       | 3       | 5            | 1            | 5                  | 0                  | 4+5                                    | 0+1                                    | 44       | 5      |
| G.B. Pirovano | 4        | 0       | 0            | 0            | 1                  | 0                  | 0+0+                                   | 0                                      | 5+       | 0      |
| F. Rizzo      | 20       | 2       | 5            | 0            | 4                  | 0                  | 2+0                                    | 0                                      | 31       | 2      |
| B. Rogora     | 23       | 1       | 6            | 0            | 6                  | 0                  | 4+0+                                   | 0                                      | 39+      | 1      |
| F. Superchi   | 25       | -28     | 5            | -1           | 6                  | -5                 | 1+5                                    | -0+-9                                  | 42       | -43    |
| G. Galdiolo   | -        | -       | -            | -            | -                  | --                 | 0+3                                    | 0+1                                    | 3        | 1      |
| E. Pellegrini | -        | -       | -            | -            | -                  | --                 | 0+3                                    | 0                                      | 3        | 0      |